# Horațiu Dimitriu

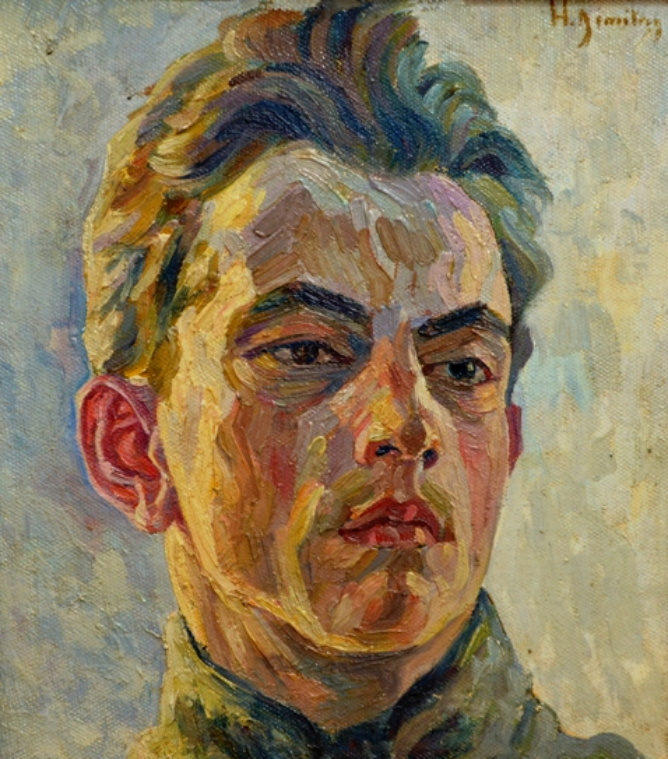
Selbstporträt des Künstlers

Horațiu Dimitriu (* 4. Februar 1890 in Târgu Jiu; † 5. März 1926 in Bukarest) war ein rumänischer Maler und Grafiker des Postimpressionismus. Seine Motive entnahm er meistens aus der bäuerlichen Gesellschaftsgruppe Rumäniens. Er ist der Enkel des einflussreichen Malers Theodor Aman.

## Leben und Werk
Nachdem er das Militärgymnasium beendet hatte, ging er nach Bayern, um an der Akademie der Bildenden Künste München in der Zeichenklasse von Gabriel von Hackl zu studieren, wechselte anschließend an die Pariser École Nationale des Beaux-Arts, die er aufgrund eines Zerwürfnisses wieder verließ, und setzte danach unter Jean-Paul Laurens sein Studium fort. In die rumänische Hauptstadt zurückgekehrt, zeigte Dimitriu vier seiner Werke in der Expoziția oficială a artiștilor în viață (‚Offizielle Ausstellung lebender Künstler‘) sowie fünf Radierungen in der Schau der Tinerimea artistică (‚Künstlerische Jugend‘), darunter die Werke Le maître Georges Enesco, Africa und Bravo Torrero.
Im selben Jahr fand eine Einzelausstellung in Craiova statt, wo er mehrere Landschaften, Ölbilder, Modellstudien, Charakterköpfe und Holzschnitte ausstellte. 1918 präsentierte er seine neusten Arbeiten in einer Personalausstellung in Iași sowie 1921 86 Gemälde, Pastelle, Zeichnungen, Lithografien, dekorative Tafeln und Radierungen in Bukarest, die während der letzten Jahre in Câmpulung, Craiova und Bukarest entstanden sind. In den Jahren darauf wurde er in weiteren Ausstellungen gezeigt, unter anderem wieder in Rahmen der Tinerimea artistică und auf dem Bukarester Offiziellen Salon (Salonul oficial). 1925 zeigte er seine Gemälde in einer Schau neben Werken von Nicolae Tonitza und Ștefan Dimitrescu in Sâmbăta de Sus. Horațiu Dimitrius' letzte Einzelausstellung zu Lebzeiten fand im Athenäum in Bukarest statt und präsentierte in Sâmbăta de Sus und Bukarest entstandene Arbeiten. Er starb wegen einer Lungenerkrankung am Tag der Vernissage.

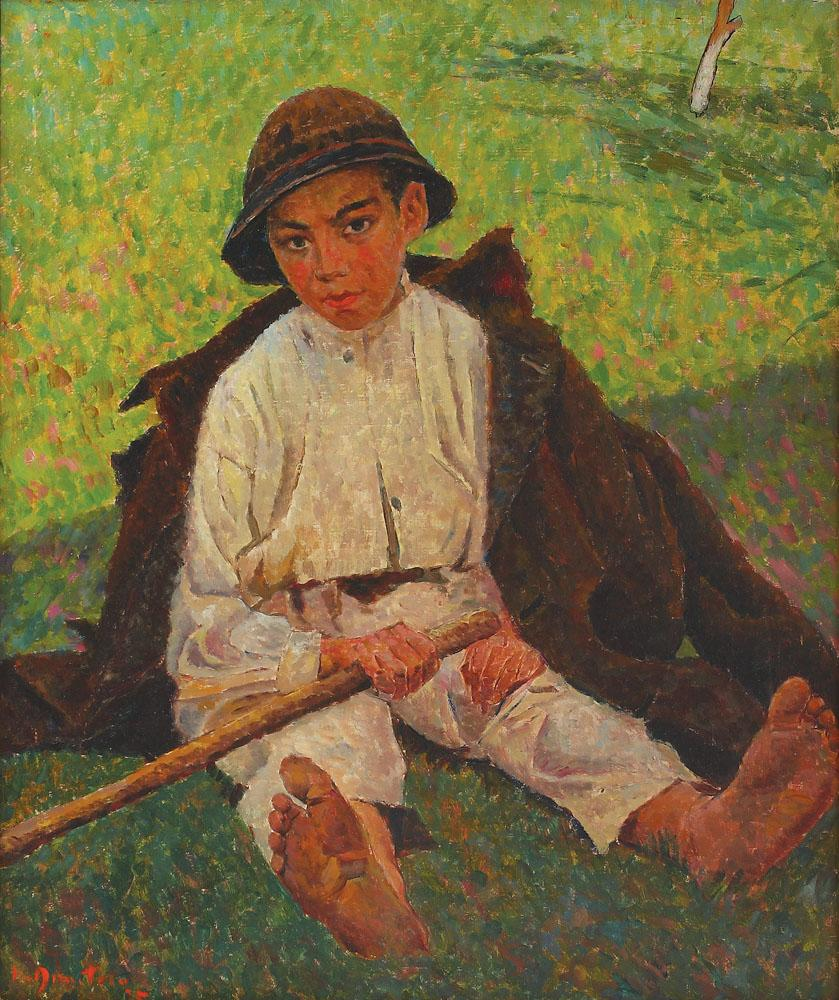
Ciobănaș (Hirtenjunge), 1925
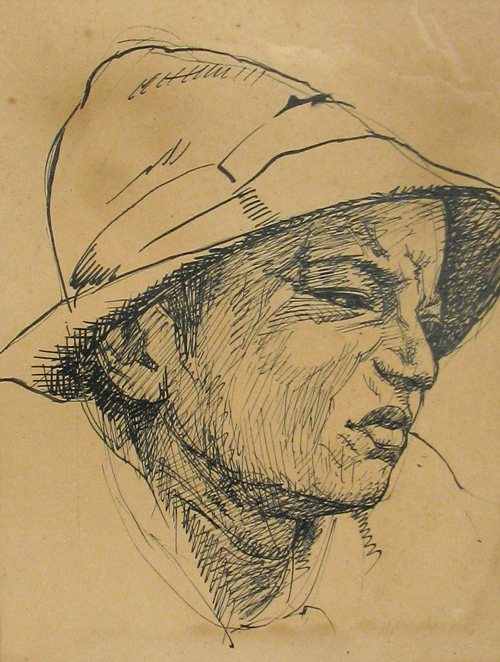
Portret de tânăr (Bildnis eines Jungen), undatiert
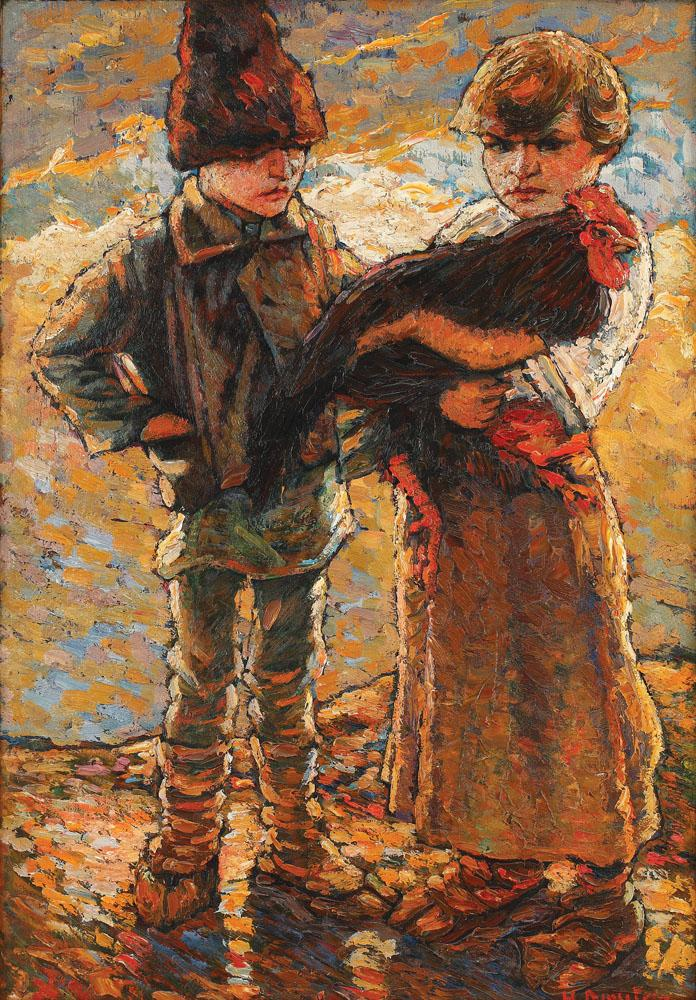
Trei amici (Drei Freunde), undatiert
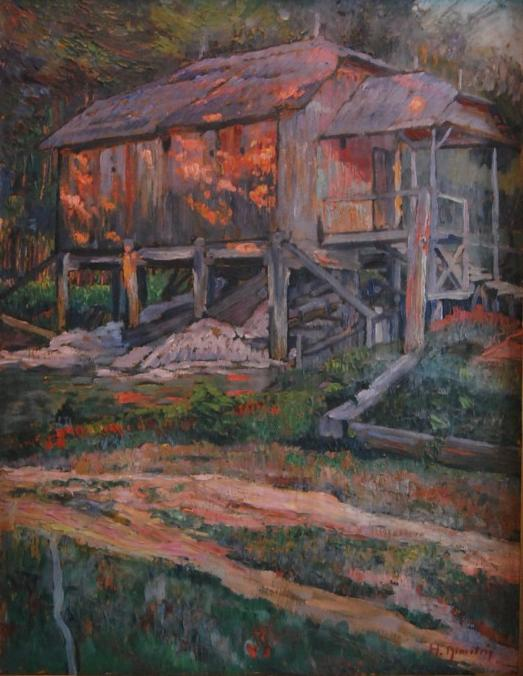
Cabana (Die Berghütte), undatiert
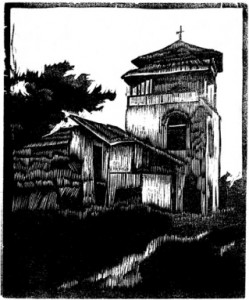
Ansicht einer Kirche, veröffentlicht in der Kulturzeitschrift Gândirea, undatiert